# Sekcja rytmiczna

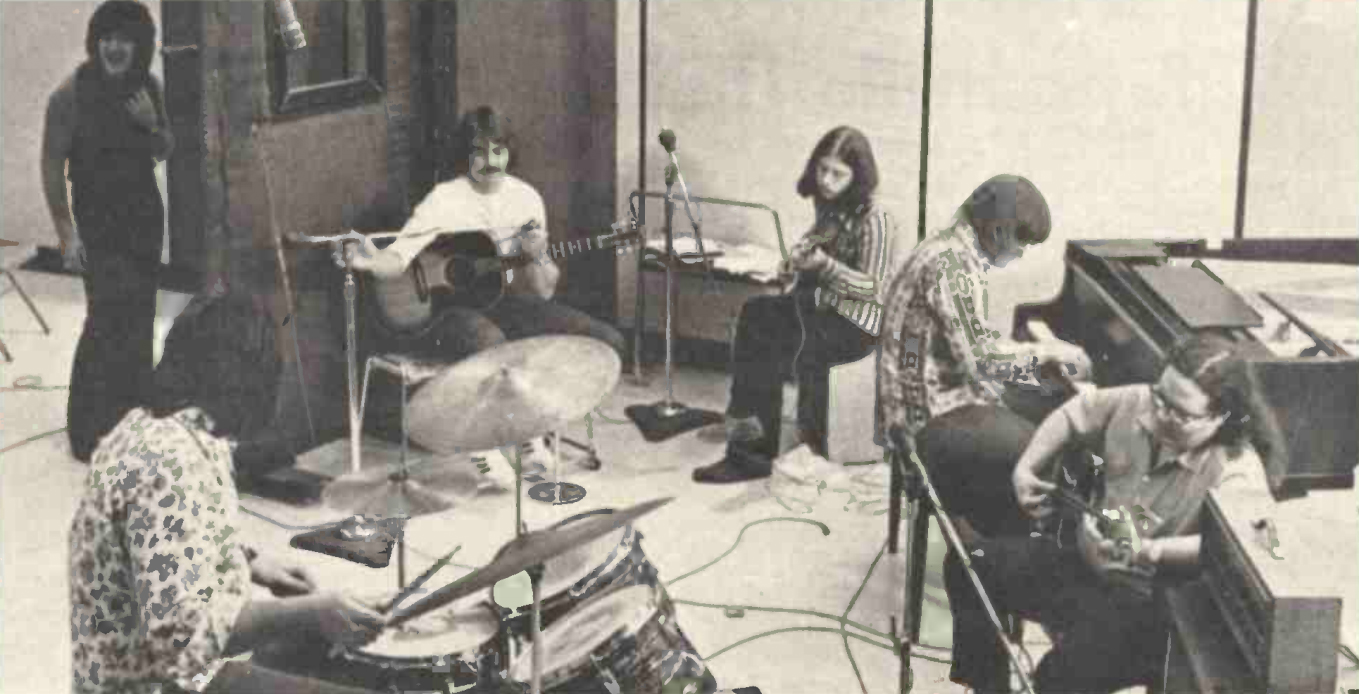
Zdjęcie przedstawiające zespół Atlanta Rhythm Section (1972), które ukazuje niektóre typowe instrumenty z rockowej sekcji rytmicznej: gitary, fortepian, perkusję i bas elektryczny

Sekcja rytmiczna (ang. rhythm section) – trzon zespołu muzycznego, zawierający najczęściej perkusję i gitarę basową lub perkusję i kontrabas. Dodatkowo, w sekcji rytmicznej może znajdować się instrument harmoniczny, np. instrument klawiszowy lub gitara.
Część zespołu niebędąca sekcją rytmiczną to instrumenty solowe (saksofon, trąbka) i wokaliści.